# Papstwahl 1130
Die Papstwahl von 1130, in deren Verlauf Kardinal Gregorio Papareschi zu Papst Innozenz II. gewählt wurde, führte noch am selben Tag zu einem Schisma, das acht Jahre lang anhielt und erst mit dem Tod des Gegenpapstes Anaklet II. ein Ende fand. Die Wahl fand in der römischen Kirche Santi Andrea e Gregorio al Monte Celio statt.

## Tod Honorius’ II. und Verlauf der Wahl
Papst Honorius II. war im Februar 1130 ein todkranker Mann und starb schließlich am 13. Februar im Kloster San Gregorio. Diesen Umstand nutzte der mächtige Kardinal Haimericus, der zu dieser Zeit Kanzler der Heiligen Römischen Kirche war, für sich. Er war daran interessiert, den Kardinalprotodiakon Gregorio Papareschi auf den Papstthron zu bringen. Allerdings gab es die Vorschrift, mit der Wahl eines Papstes bis zur Bestattung des Vorgängers zu warten. Haimerich verfiel daher auf einen makabren Trick: Er hatte noch zu Lebzeiten des Papstes in San Gregorio ein Grab ausheben lassen, in dem der tote Honorius sofort bestattet wurde.
Nun war der Weg frei für die Papstwahl. Die 16 Kardinäle wählten, wie von Haimerich vorgesehen, Gregorio Papareschi, der sich Innozenz II. nannte. Daraufhin zogen Haimerichs Kardinäle mit dem neuen Papst und Honorius in die Laterankirche, wo der Tote erneut bestattet wurde.
Die konkurrierende Adelsfamilie Pierleoni und ihre Parteigänger im Kardinalskollegium, die in der Mehrheit waren, nahmen diese heimliche Wahl nicht hin und wählten noch am selben Tag Kardinal Pietro Pierleoni, der sich nun Anaklet II. nannte. Es sollte ihm nach der Wahl gelingen, Innozenz II. aus Rom zu vertreiben.

## Teilnehmende Kardinäle
An der Wahl Innozenz’ II. waren 16 Kardinäle beteiligt.
- Haimerich, Kanzler der Heiligen Römischen Kirche
- Giovanni di Camaldoli, Kardinalbischof von Ostia
- Mathieu, Kardinalbischof von Albano
- Guillaume, Kardinalbischof von Palestrina
- Corrado della Suburra, Kardinalbischof von Sabina
- Giovanni da Crema, Kardinalbischof von San Crisogono
- Pietro Cariaceno, Kardinalpriester von Santi Silvestro e Martino ai Monti
- Gerardo Caccianemici dell’Orso, Kardinalpriester von Santa Croce in Gerusalemme
- Pierre, Kardinalpriester von Sant’Anastasia al Palatino
- Joselmo, Kardinalpriester von Santa Cecilia
- Anselmus, Kardinalpriester von San Lorenzo in Lucina
- Matteo, Kardinalpriester von San Pietro in Vincoli
- Gregorio Papareschi, Kardinaldiakon von Sant’Angelo in Pescheria, (Kardinalprotodiakon) – zu Papst Innozenz II. gewählt
- Romanus, Kardinaldiakon von Santa Maria in Portico
- Guido de Castello, Kardinaldiakon von Santa Maria in Via Lata
- Gregorio Tarquini, Kardinaldiakon von Santi Sergio e Bacco